# Muzillac
Muzillac (tiếng Breton: Muzilheg) là một xã ở tỉnh Morbihan trong vùng Bretagne tây bắc Pháp. Xã này có diện tích 39,5 km², dân số năm 1999 là 3805 người. Khu vực này có độ cao từ 0-65 mét trên mực nước biển.
Cư dân của Muzillac danh xưng trong tiếng Pháp là Muzillacais.